# Roger Wicker
Roger Frederick Wicker (født 5. juli 1951 i Pontotoc) er en amerikansk republikansk politiker. Han er medlem af USA's senat valgt i Mississippi siden 2007 Han var medlem af Repræsentanternes Hus i perioden 1995–2007.